# Custer megye (Montana)
Custer megye az Amerikai Egyesült Államokban, azon belül Montana államban található. Megyeszékhelye és legnagyobb városa Miles City. Lakosainak száma 11 867 fő (2020. április 1.). Custer megye Prairie, Powder River, Fallon, Carter, Garfield és Rosebud megyékkel határos.

## Népesség
A megye népességének változása:
| Lakosok száma | 11 698 | 11 765 | 11 951 | 12 135 | 11 867 |
|               | 2010   | 2011   | 2013   | 2015   | 2020   |